# Route 391 (Terre-Neuve-et-Labrador)
Pour les articles homonymes, voir Route 391.
La route 391 est une route tertiaire de la province de Terre-Neuve-et-Labrador d'orientation nord-est/sud-ouest située dans le nord de l'île de Terre-Neuve, au nord-ouest de Springdale. Elle est une route faiblement empruntée, reliant la route 390 à King's Point et à Harry's Harbour. Route alternative de la 390, elle est nommée Harry's Harbour Road, mesure 40 kilomètres, et est une route asphaltée entre ses kilomètres 0 et 16 et entre les kilomètres 33 et 40, puis elle est une route de gravier entre ses kilomètres 16 et 33, soit entre King's Point et Silverdale.

## Communautés traversées
- King's Point
- Silverdale
- Nickey's Nose Cove
- Harry's Harbour